# الفدرالية في العراق
دستور العراق 2005 يعرف العراق لأول مرة كدولة فدرالية.

## التاريخ
بعد هزيمة الدولة العثمانية في عام 1919، أصبح العراق تحت الانتداب البريطاني. قاد محمود الحفيد تمردًا كرديًا ضد البريطانيين وحاول في عام 1922 تأسيس مملكة كردستان في شمال العراق. في عام 1924 هزم البريطانيون محمود وتم ضم منطقة الموصل إلى المملكة العراقية. بعد الاحتلال البريطاني، استمر القادة الأكراد في الضغط من أجل الحكم الذاتي داخل العراق. وفي عام 1970 وافقت الحكومة العراقية على إنشاء إقليم كردستان العراق ليشمل ثلاث محافظات في شمال العراق.
بعد نهاية حرب الخليج الثانية في 1991، انتفض الإقليم الكردي ضد الرئيس صدام حسين ونال استقلالًا فعليًا تحت حماية مناطق حظر الطيران العراقية. بعد غزو العراق عام 2003، اعترف قانون إدارة الدولة للفترة الانتقالية بالحكومة الإقليمية الكردية القائمة وعرّف العراق لأول مرة كدولة فدرالية.

## المادة 118
تنص المادة 118 من دستور العراق على أنه لا يجوز إنشاء إقليم جديد قبل أن يصدر البرلمان العراقي قانونًا يحدد إجراءات تشكيل الإقليم. تم تمرير هذا القانون في أكتوبر 2006 بعد التوصل إلى اتفاق مع جبهة التوافق العراقية لتشكيل لجنة مراجعة دستورية وتأجيل تنفيذ القانون لمدة 18 شهرًا. عارض نواب من جبهة التوافق العراقية والتيار الوطني الشيعي وحزب الفضيلة الإسلامي العراقي مشروع القانون.

## الملاحظات والمراجع
1. ↑  "The Republic of Iraq is a single federal, independent and fully sovereign state in which the system of government is republican, representative, parliamentary, and democratic, and this Constitution is a guarantor of the unity of Iraq." (Constitution 2005, Art. 1)